# Михайловская, Кира Николаевна
Кира Николаевна Михайловская (5 марта 1935, Ленинград — 22 мая 2018, Москва) — советский и российский писатель, сценарист.

## Биография
Родилась в семье писателя-мариниста Николая Григорьевича Михайловского и Антонины Георгиевны Голыбиной.
Окончила филологический факультет ЛГУ (1957).
В 1958—1961 работала переводчиком в Интуристе.
Дебютировала повестью «Красный гид» (Звезда. 1963. № 11), позже вышедшей под заглавием «Переводчица из „Интуриста“».
Сценарист научно-популярных фильмов «Римский портрет» (Лентелефильм, 1969), «Петровский портрет» (Лентелефильм, 1972), художественного фильма «К кому залетел певчий кенар» (1980, по одноимённой повести).
Член Союза писателей СССР (1974), Союза писателей Москвы.
Сын — Семён Ильич Михайловский (р. 1961), искусствовед, историк архитектуры, ректор Санкт-Петербургской академии художеств имени Ильи Репина.